# ئی‌کیوتی کورپوریشن
ابرشرکت ئی‌کیوتی، (انگلیسی: EQT Corporation) ابرشرکت نفت‌وگاز آمریکایی است، که در سال ۱۸۸۸ تأسیس شده‌است.